# Prusicko
Prusicko [pronunciación en polaco: /pruˈɕlo͡skɔ/] es un pueblo ubicado en el distrito administrativo de Gmina Nowa Brzeźnica, dentro del Distrito de Pajęczno, Voivodato de Łódź, en Polonia central. Se encuentra aproximadamente a 6 kilómetros al sur de Nowa Brzeźnica, a 20 kilómetros al sureste de Pajęczno, y a 86 kilómetros al sur de la capital regional Łódź.
El pueblo tiene una población de 644 habitantes.